# Mors (Mythologie)
Mors (lateinisch, weiblich, „Tod“, Genitiv Mortis) war die römische Personifikation des Todes. Im Gegensatz zu den drei weiteren Todesgottheiten Orcus, Februus und Libitina personifizierte Mors den Eintritt des Todes selbst.
Da von Mors weder Bilder noch zu ihren Ehren errichtete Tempel oder Opfer bekannt sind, wird sie oft nicht mehr als Gottheit zum römischen Pantheon gerechnet. Die wenigen Angaben über die Personifikation des Todes stammen aus Gedichten, in denen diese bleich, hager, tückisch und wütend wie ein Raubvogel über ihren Opfern schwebt, bis zur Stunde, in der sie unerbittlich zuschlägt: Mors certa, hora incerta – „der Tod ist gewiss, seine Stunde ungewiss“. Sie erscheint schwarz gewandet mit dunklen Flügeln und reißt den Menschen aus seiner Lebensbahn, wie es ihr beliebt. In einigen Punkten wurde sie nach dem Vorbild des griechischen Thanatos gestaltet.
Die frühesten Erwähnungen der Mors finden sich im Titel einer Fabula Atellana und einer Satire des Ennius.